# Shionogi
Shionogi & Company, en japonais 塩野義製薬株式会社, est une entreprise pharmaceutique japonaise, créée en 1919, située à Osaka.

## Produits
- Claritin, anti-histamine commercialisé en association avec Schering-Plough.
- Crestor, médicament contre le cholestérol
- Nitrazépam
- Differin, rétinoïde topique de l'acné.
- Moxifloxacine
- Cymbalta, un SNRI de la classe des anti-dépresseurs, commercialisé en association avec Eli Lilly